# Tumulus de Baudement
Le tumulus de Baudement, situé le long de l'Aube est une motte classée monument historique en 1934.

## Histoire
Le village faisait partie d'une baronnie de la Champagne (province).
Elle fut fouillée en 1873/74 par messieurs Bonnefont et al. Ils ont mis au jour des fondations de 40 m de côté et de 4 à 5 m d'épaisseur, tuf et graviers agglomérés en une sorte de béton. Sur cette base, une bâtisse de 15 m de côté avec des murs de 2,50 m d'épaisseur.
Une cave fut mise au jour dans la base de la motte qui, connue des habitants du village, devait servir régulièrement d'abris en cas d'invasion.